# Malaxis des marais
Hammarbya paludosa
Espèce
Synonymes
Bas. : Ophrys paludosa (L.) 1753
Malaxis paludosa (L.) Sw. 1800
Statut de conservation UICN

 LC  : Préoccupation mineure
Statut CITES
Le Malaxis des marais ou Malaxis des tourbières ou Malaxis à deux feuilles (Hammarbya paludosa), est une espèce d'orchidées terrestres d'aire circumpolaire, appartenant au genre monospécifique Hammarbya Kuntze 1891.

## Étymologie
- Genre monospécifique Hammarbya (proche du genre Malaxis Sol. ex Sw. 1788) : de Hammarby (de) (près d'Uppsala), domaine où Carl von Linné résidait l'été.
- Espèce Hammarbya paludosa : du latin paludosus (marécageux), se référant à l'habitat de la plante.

## Description

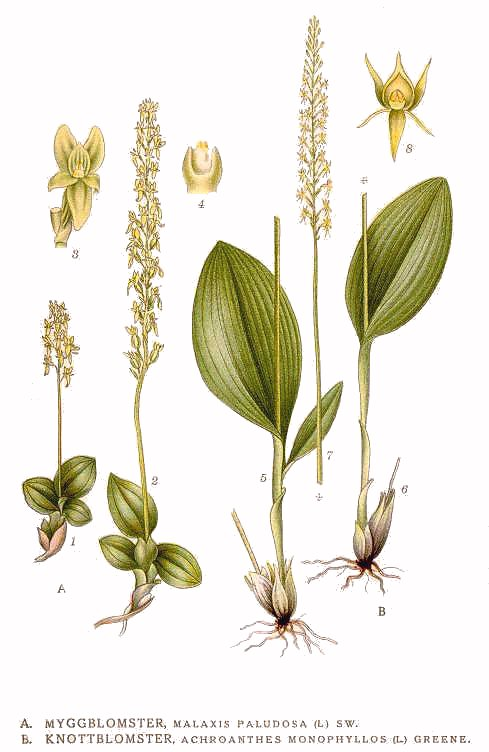
C.A.M. Lindman, Bilder ur Nordens flora, 1901-05, Planche illustrative n° 417 : Hammarbya paludosa (à g.) et Malaxis monophyllos (à d.)

Plante : hémicryptophyte à rhizome, très petite (5 à 20 cm), entièrement vert-jaunâtre, dont la tige grêle prolonge deux pseudobulbes — celui supérieur de l'année en cours (souvent visible), celui inférieur de l'année passée — et porte 10 à 25 fleurs en grappe.
Feuilles : deux ou trois (basilaires et engainant le pseudobulbe supérieur), dont le bord vers le sommet est parfois couvert de minuscules bulbilles (favorisant la multiplication végétative de la plante).
Fleurs : très petites, dressées et à périanthe étalé, dont le labelle est orienté vers le haut.
Bractées : de la longueur des ovaires.

## Floraison
Plutôt sporadique, en juillet-août.

## Habitat
Tourbières acides et oligotrophes à sphaignes et mousses, en pleine lumière, de 0 à 1 100 m.

## Répartition
Aire circumpolaire (Eurasie, Amérique du Nord). Rare en Europe. Très rare en France : Massif ardennais, Massif armoricain (Monts d'Arrée notamment), Massif central, Massif des Vosges.

## Menaces et Protection
Malgré sa possibilité de multiplication végétative, le malaxis des marais reste rare en raison de ses exigences écologiques très strictes. Cette espèce pionnière est en particulier menacée par la disparition progressive des tourbières acides et l'eutrophisation de ses eaux.
Le malaxis des marais :
- Est protégé en France sur le plan national et se trouve à ce titre sur la liste des espèces végétales protégées sur l'ensemble du territoire français métropolitain (rubrique Monocotylédones) ;
- Est mentionné sur la liste rouge de l'UICN.

## Controverses
Pour certains auteurs (dont Pierre Delforge : réf. ci-dessous) :
- Le genre monospécifique Hammarbya n'a pas lieu d'être, la plante étant à rattacher au genre Malaxis, donc sous le nom binominal de Malaxis paludosa ;
- Le malaxis des marais, en raison de son support de mousses et de sphaignes, doit être rangé parmi les orchidées épiphytes et non pas classé parmi les orchidées terrestres (en principe seules présentes en Europe).